# 兎狩
兎狩（うさぎがり）とは、野生のウサギを捕獲するために行われる狩猟の一種。

## 古代

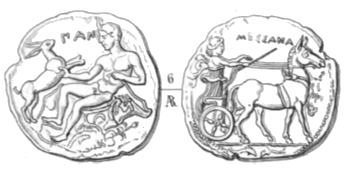
左：ウサギと狩るための道具 lagobolon を持つギリシアの牧神パーンが描かれたコインの図

野ウサギはシカやイノシシとともに古代から狩猟の対象とされ、北アフリカで発見された250年頃のモザイク画には馬に乗った狩人が猟犬とともに野ウサギを追う様子が描かれている。
イギリスのダレル野生生物保護基金およびインペリアル・カレッジ・ロンドンに所属するジョン・ファの研究チームは、ネアンデルタール人絶滅の原因の一つが、大型哺乳類から野生のウサギなどの小動物へ狩猟の対象を変えられなかったことを挙げている。ヨーロッパ大陸に住むネアンデルタール人は柄付きの槍や棍棒を使っていたがウサギを捕まえるのには向いていなかったのに対し、初期の現生人類は投げ槍や弓矢など投てき具を武器に使っており動きの速い小動物を捕まえるのに適していたとされる。また、ジョン・ファの研究チームは初期の現生人類でウサギを狩っていたのは、多くが女性や子どもで、男性が大型哺乳類を求めて狩猟の旅に出ている間に居住地で小動物を狩猟していたとしている。これに対してケニヨン大学のブルース・ハーディは、数千年の猶予があったのに小動物へ狩猟の対象を変えられなかったというのは考えにくいと指摘している。
アメリカの先住民ズニ族などはRabbit Stickを用いて狩りを行う。ギリシアなどでも λᾰγωβόλον（ラテン語化：lagobolon、「lago=ウサギ」＋「bolon=投げるためのもの」の意） という投棒を用いて狩猟を行った。

## 欧州
ドイツやオーストリアでは市場でウサギやカモなどの狩猟動物が取引されている。
ウィーンのプラーターやアウガルテンは公園として整備されているが中世には宮廷の狩猟場になっていた。これらの狩猟場では市民が皇帝の狩猟を見物することができた。特にプラーターでは追走猟が行われ、皇帝や狩猟長官、制服を着た追走狩猟団や100頭を超える猟犬の群れなどの行進を市民は見ることができた。
ドイツやオーストリアではウサギ猟は権利のない者は狩猟できないが比較的庶民的な狩猟とされている。ウサギ猟は団体猟がよく行なわれるほか、狩猟家が単独で猟犬に探知させて行う猟も実施されている。猟犬に追わせウサギが巣穴に戻る性質を利用した巣戻り猟も行われている。

## 日本
日本でウサギの狩猟・捕獲が行われていたのは、1万年以上前の縄文時代に遡る。とりわけ、青森県の三内丸山遺跡では他地域と比較して突出して、ウサギやムササビの骨が見つかっている。その背景として三内丸山ではクリの栽培や魚介類の捕獲などである程度の食料が確保できたために他の遺跡のようにシカやイノシシのような大型動物を刈り尽くした後も他の地域に移住することが行われなかったことが背景にあったとみられている。大型動物がいなくなった三内丸山では、周辺部の森林の伐採と草地化によって、堅果類や液果類の草木やその他ウサギが好む草木が繁殖しやすい環境が生まれ、それを目当てに周辺に現れるウサギが多かったと推測されている。
その後もウサギの狩猟が行われていたと推測されるが、農作物を荒らす存在として駆除の対象とされてきたシカやイノシシと比較して記録は少ない。しかし、『日本書紀』を初めとする多くの文献に鷹狩の記録は伝えられており、ウサギも少なからず狩りの対象にされていたとみられている。また、時代が下ると、マタギのように狩猟を生業とする人々も現れており、その人達によってもウサギが狩られていたと推測される。
江戸時代に徳川将軍家では、正月にウサギの羹を食べる慣習があった。また同家によって行われた小金原御鹿狩においてもウサギが狩られた記録があり、徳川家斉による寛政7年（1795年）の狩りでは9頭（シカ:95頭）、徳川家慶による嘉永2年（1849年）の狩りでは166頭（シカ:19頭）が捕獲されたと伝えられている。
近代に入ると、ウサギの毛皮が陸軍における防寒着の材料として用いられたため、兎狩に対する需要が高まった。1937年に日中戦争が本格化すると、農林省の鳥獣調査室（現在の森林研究・整備機構の一部）と猟友会の協力によって兎狩が積極的に推進され、同年中に73万5千頭が捕獲され、最終的に56万3千万枚分の毛皮が陸軍によって1枚あたり1円45銭で買い上げられた（ただし、1923年に開始された狩猟統計では毎年60万から70万頭のウサギが捕獲されたと記録されており、特段多かった数字ではない）。戦後になっても兎狩は続いたが、ウサギの減少や狩猟者の高齢者によって衰退傾向にある。大日本猟友会の統計によれば、戦後も捕獲数は増加を続け、1960年に100万頭を越えて、1967年には112万8千頭を記録しているが、以降は減少を続け、2017年には6482頭にまで減少している。
マタギが多いことで知られる秋田県の資料によれば、ウサギの猟は個人単独によるものが多く、初冬や春先が多いツキノワグマに対して積雪期に行われることが多いとされている。狩猟方法としては主に飼い慣らした野生のクマタカによる「タカ使い猟法」と稲わらの輪や棒きれ、かんじき、菅笠などを空中に放り投げて雪穴に隠れていたウサギを誘い出して手づかみで捕らえる「ワラダ猟法」が古くから行われ、猟銃や猟犬を使った猟が一部で行われていたという。